# Hotel Suís
L'Hotel Suís és una obra modernista de Sabadell (Vallès Occidental), obra de Juli Batllevell i Arús, protegida com a Bé Cultural d'Interès Local.

## Descripció
Edifici cantoner que presenta planta baixa i dos pisos. La façana és de llenguatge modernista i combina el maó vist, els esgrafiats amb motius florals, la pedra treballada i les ceràmiques. Al xamfrà hi ha una gran balconada que recolza sobre una pilastra. Cal destacar també el ferro forjat dels balcons i de l'entrada. L'entrada forma un cancell separat del carrer per una reixa.

## Història
L'edifici, tal com era al 1982, provenia de la reforma d'una sèrie de cases entre mitgeres que foren transformades en hotel. Es va canviar la distribució interior però conservar les crugies i les obertures de la façana.